# Haus Dahl (Hagen)

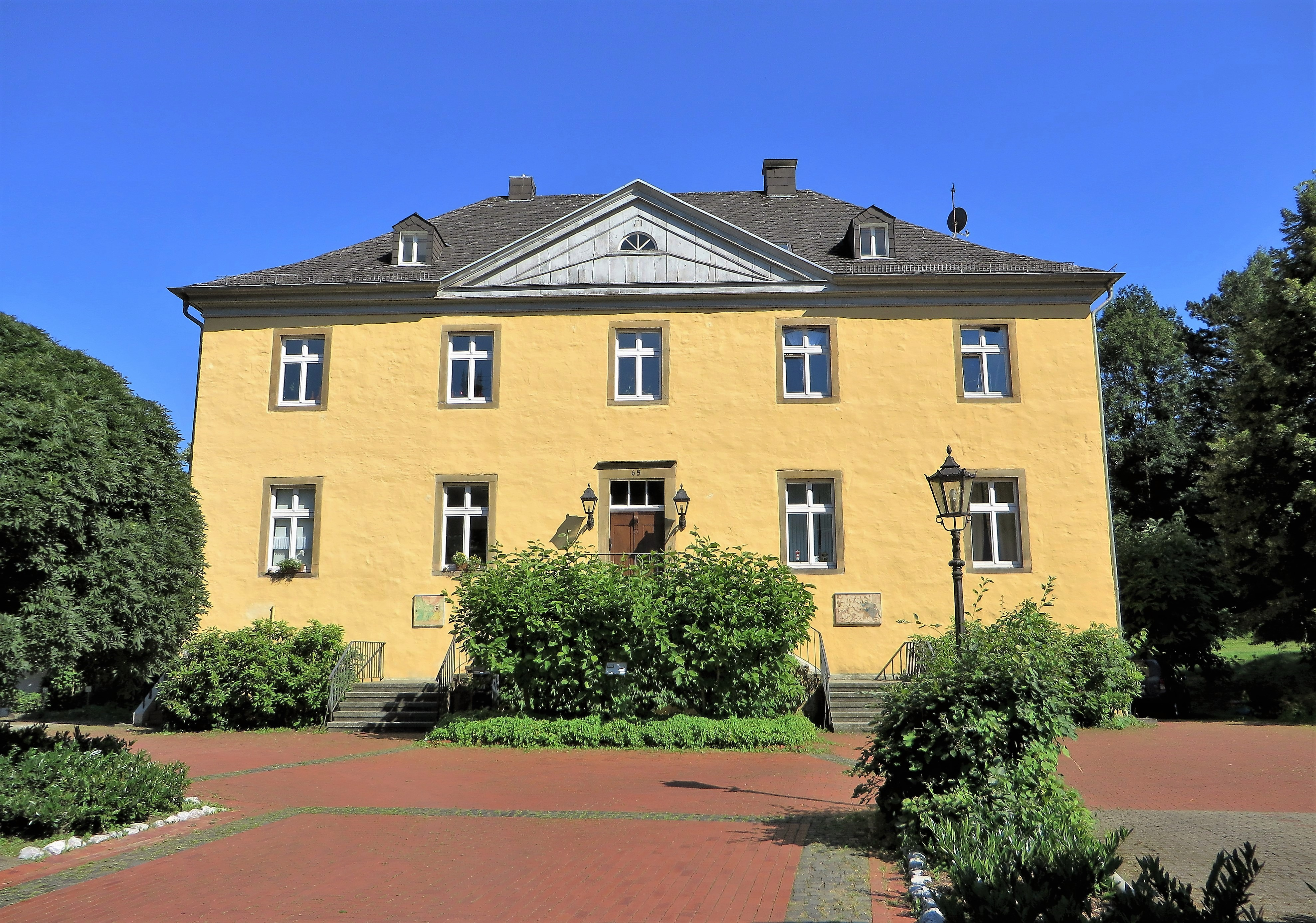
Blick auf Haus Dahl (2016)

Das Haus Dahl ist ein ehemaliger Adelssitz im Hagener Stadtteil Dahl. Es befindet sich in unmittelbarer Nähe zur dortigen Kirche.

## Geschichte
Familie Dahl Sicher nachweisbar sind die Herren von Dahl ab dem 13. Jahrhundert. Am 26. Oktober 1238 wurde urkundlich erstmals der Ritter Hartlevo de Dale als Zeuge genannt. Adliger Lehnsbesitz wird in Dahl erstmals 1243 erwähnt. Die Herren von Dahl waren Vasallen des Erzbischofs von Köln, später märkische Vasallen. Ein Waltherus de Dale wird 1279 als Bürge genannt. Später im dritten Volmarsteiner Lehnsregister ein Theodericus de Dale. Dieser stiftete 1377 in der Pfarrkirche zu Dahl die Katharinen-Vikarie. Die Brüder Rutger und Gottschalk van Dale wurden im Jahr 1365 von der Reichsabtei Essen mit dem Hof tho Hundesdike (Hunsdiek) belehnt.
Wo sich in Dahl im Mittelalter der ursprüngliche Wohnsitz der Herren von Dahl befunden hat, lässt sich nicht mehr feststellen. Vermutungen am linken Uferhang der Volme, an der heute noch „Bollwerk“ genannten Stelle, habe sich ihre Burg befunden, ist nicht bewiesen, zumal keine aussagekräftigen und datierbaren Befunde vorliegen. Weitere Rückschlüsse könnten sich zukünftig nur aus systematisch durchgeführten archäologischen Untersuchungen am „Bollwerk“ ergeben.
In späterer Zeit befand sich der Adelssitz (Wasserburg) jedenfalls im Tal auf dem rechten Ufer der Volme und in unmittelbarer Nähe der Kirche. Haus Dahl war einer der ältesten Rittersitze der Grafschaft Mark und besaß anfangs eigene Gerichtsbarkeit. Zu dem Adelssitz gehörte in der Frühen Neuzeit umfangreicher Eigenbesitz in der näheren und weiteren Umgebung sowie verschiedene Lehnsgüter. Der land- und forstwirtschaftliche Grundbesitz betrug früher fast 500 Hektar. Außerdem besaßen die Herren von Dahl unter anderem den gesamten Grund und Boden bzw. alle Häuser im Dorf Dahl sowie die dortige Kornmühle und auch das Kirchenpatronat. 
Im Fehdebuch der Stadt Dortmund wurde ein Diderich van Dale geführt. Am 16. November 1427 gerieten Johann von Baldeney und Evert von Daele, Burgmarschall auf der Burg Wetter, mit 80 Pferden, im märkischen „Bruderkrieg“ in Gefangenschaft. Am 20. August 1433 verpfändeten Graf Adolf II. von Kleve-Mark und der Amtmann von Lüdenscheid Röttger von Neuhoff die Stadt Breckerfeld an Evert von Dale und Gottschalk van Rummenoell. Als Gottschalk ohne Erben starb, wurde Evert durch seinen Lehnsherrn Graf Gumprecht von Neuenahr und Limburg 1459 mit Rummenohl belehnt. Bestätigt und verlängert 1493 mit Jorien van Dale. Eine Deydart von Dale war ab 1491 bis um 1510 Äbtissin im Frauenstift Herdecke. Im zweiten Jahrzehnt des 16. Jahrhunderts ist die Familie von Dahl in männlicher Erbfolge ausgestorben.
Familie Kalle  Durch Heirat der Erbtochter kamen die Herren von Kalle (Calle) 1519 in den Besitz von Haus Dahl. Sie waren Burgmänner zu Iserlohn gewesen und hatten ihren Stammsitz in der Kalle, nahe bei der Stadt. Die Familie nannte sich in Folge Dael von Kalle. Am 24. Oktober 1519 wurde Johann von Kalle von Wirich von Daun, Graf von Limburg, mit dem Hof Rummenohl belehnt. Zudem betrieb Johann 1535 eine Eisenhütte und 1546 mehrere Holzkohlenmeiler. Ein Dael von Kalle war Turnierteilnehmer bei der Jülicher Hochzeit 1585. Johann von der Recke zu Steinfurt belehnt am 4. Mai 1598 Gumprecht von Kalle mit dem Hof Einhorst (Emst) und dem Zehnten zu Eppenhausen im Kirchspiel Hagen. Gumprecht war Drost zu Lünen und Fürstlicher Jülischer Torwächter, er war zweimal verheiratet und starb im Jahr 1619. Vormund für seinen minderjährigen Sohn Johann war sein Bruder Dietrich von Kalle. Als beide im Jahre 1644 starben erbte Dietrichs Tochter Sibylla Margaretha Haus Dahl.
 Familien Torck und Tiefhausen Sibylla Margaretha von Kalle war seit 1628 verheiratet mit Caspar von Torck (Tork) aus dem Hause Nordherringen. Nach dem Tod ihres Mannes verkaufte die Witwe von Torck 1651 Haus Dahl mit aller Gerechtigkeit und Zubehör für 5000 Reichstaler an den geadelten Kaspar von Tiefhausen (Dieffhaus), der aus einer Dortmunder Ratsherren-Familie stammte. Er war seit 1635 mit der Kaufmannstochter Ursula Nörvenich aus Köln verheiratet, sie hatten einen Sohn, der aber früh starb, und die Tochter Anna Margaretha. Graf Moritz zu Bentheim-Tecklenburg belehnte Kaspar 1655 mit den Erbgütern Mönnigfeld und Rummenohl sowie dem Recht zur Mitjagd. Beim Tode von Kaspar ohne Manneserbe solle das Lehen an den männlichen Leibeserben des Tochtermannes Dr. Dietrich Degingk übergehen. Das Ehepaar Tiefhausen starb in Dahl im Jahre 1675.
Familie Degingk Durch die Heirat der Anna Margaretha von Tiefhausen 1655 mit Dietrich von Degingk (1617–1680) kam Haus Dahl ab 1675 in dessen Besitz. Die Ehe war mit 5 Söhnen und 3 Töchtern gesegnet. Dietrich, Doktor beider Rechte, Syndikus und Bürgermeister von Dortmund, ein wissenschaftlich hochgebildeter Mann, erhielt einen Ruf an den Hof von Anhalt-Zerbst. Er wurde Regierungsrat und Landrichter in Jever, welches damals zu Anhalt gehörte. Dort kaufte er sich auch zwei Rittersitze. Als er starb, wurde der älteste Sohn Christoph Kaspar (1657–1700) Herr zu Dahl, nach ihm Hermann Dietrich Karl (1685–1742) und mit dessen ledigen Sohn Kaspar Christoph von Degingk (1717–1747) erlosch das Geschlecht im Mannesstamm. Nunmehr fiel Haus Dahl an dessen älteste Schwester Anna Maria Sophia. Sie war dreimal verheiratet, aber alle drei Ehen blieben kinderlos. Die zweite Schwester Kaspar Christophs von Degingk, Eva Juliana Theodora, war mit dem Gräflich Bentheimischen Rat und Richter zu Hohenlimburg Johann Daniel Gerstein verheiratet, der nicht adelig war. Das Ehepaar hatte drei Söhne und eine Tochter. Die drei Söhne wurden ab 1783 Erben des Hauses Dahl.
Familie Gerstein Am 17. Dezember 1729 brannte der Adelssitz Haus Dahl ab. Das Feuer griff auch auf die benachbarte Kirche über, die im Anschluss wieder neu aufgebaut wurde. Haus Dahl in seiner heutigen Form und Gestaltung wurde in den Jahren von 1820 bis 1823 von dem Hagener Landrat Friedrich Gerstein erbaut. Dieser hatte das alte Rittergut einschließlich aller Ländereien im Jahr 1820 von seinem Onkel Dietrich Friedrich Adolf von Gerstein (1745–1829) durch Kauf erworben.
Eine Generation später, durch die Hand von Friedrich Gersteins Sohn Wilhelm, wurde im Volmetal eine systematische Neuanpflanzung von Waldflächen durchgeführt, welche die Gestalt und Form des Volmetales noch heute prägt. Während dieser Zeit und auf seine Initiative wurden die Straße von Rummenohl nach Hagen und die Volmetalbahn gebaut (1871–1875). Nach 1902 wurde das Gut in Form einer GmbH weitergeführt, und die Waldflächen wurden nach und nach veräußert.

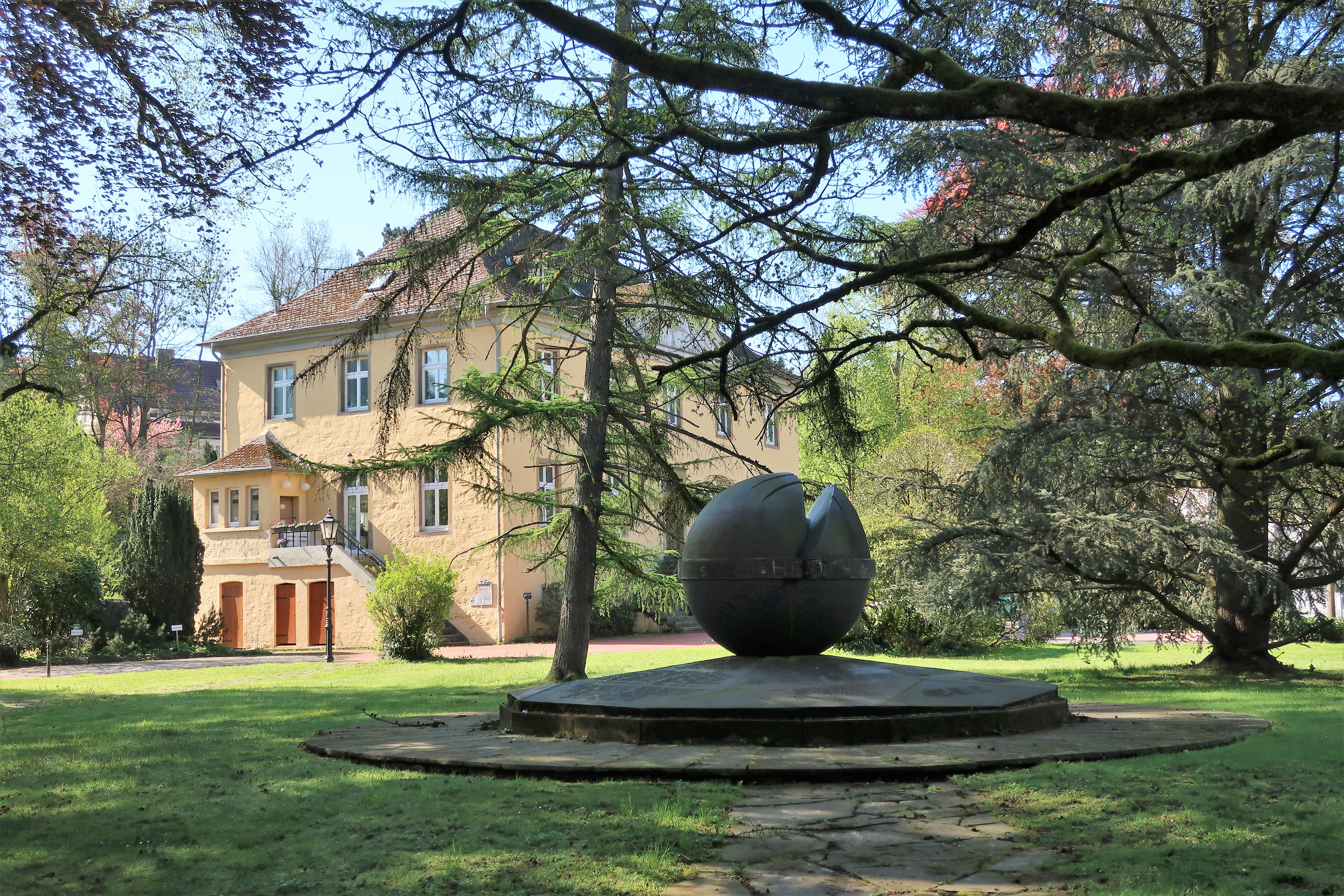
Erdkugel-Mahnmal vor Haus Dahl

Zum Schloss Hohenlimburg bestand traditionell eine enge Bindung, da Mitglieder der Familie Gerstein über 150 Jahre die Verwalter des Schlosses Hohenlimburg sowie des Stammsitzes des Fürstengeschlechtes zu Bentheim-Tecklenburg in Rheda-Wiedenbrück stellten. 
In Erinnerung an die ehemaligen Besitzer von Haus Dahl gibt es heute in Dahl die Gersteinstraße, den Gerstein-Wanderweg, die Degingstraße und die Kallestraße.
Haus Dahl konnte 1952 durch die Spar- und Darlehenskasse erworben werden und diente seit dieser Zeit als Bank- und Wohngebäude sowie als Postamt.
Das Haus Dahl steht seit 1950 unter Denkmalschutz. Heute befinden sich in Haus Dahl vier Wohnungen. Haus Dahl sowie das 1989 errichtete Postgebäude wurden 2006 dem „Freundeskreis Haus Dahl“ übertragen und 2007 in eine Stiftung eingebracht. Seitdem ist die Stiftung Eigentümer beider Immobilien.